# جريسية
الفصيلة الجُرَيسية أو الجُرْيِسيات (الاسم العلمي: Campanulaceae) هي فصيلة من النباتات تتبع رتبة النجميات من طائفة ثنائيات الفلقة. تضم الفصيلة حوالي 70 جنساً و 2000 نوع. أهم الأجناس التي تتبع هذه الفصيلة الجُريس. تحتوي أنسجة نباتات هذه الفصيلة على نسغ (عصارة) حليبي غير سام.

## التصنيف
- تحت فصيلة الجريساوات
  - قبيلة الجريساوية
    - جنس الجريس
- تحت فصيلة اللوبيلاوات
  - قبيلة اللوبيلاوية
    - جنس اللوبيلية